# فلورة الماء
فَلوَرة الماء هي إضافة الفلورايد إلى إمدادات المياه العامة للحد من تسوس الأسنان. ويحتوي الماء المعالج بالفلورايد على مستوى من الفلورايد يمكنه من الحد من تسوس الأسنان، وهذا يمكن أن يحصل طبيعيًا أو بإضافة الفلورايد. المياه المعالجة بالفلور تبدأ بالعمل على أسطح السن: في داخل الفم ينشئ هذا الماء المعالج مستويات منخفضة من الفلورايد في اللعاب، مما يقلل من معدل فقدان المعادن من ميناء الأسنان ويزيد من معدل إعادة تكونها في المراحل المبكرة من التسوس. وعادة ما يضاف المركب المعالج بالفلور إلى مياه الشرب، وهي عملية تكلف بمعدل دولار تقريبًا لكل شخص في السنة في الولايات المتحدة. هناك حاجة لتخفيض نسبة الفلورايد عندما يتجاوز مستواه الموجود طبيعيًا في الأسنان الحدود الموصى بها. في عام 1994 اقترحت لجنة خبيرة من منظمة الصحة العالمية أن يكون مستوى الفلورايد من 0.5 إلى 1.0 ملغم / لتر (ملليجرام لكل لتر)، وهذا يتوقف على المناخ. وعادة تحوي المياه المعبأة في زجاجات مستويات فلوريد مجهولة، وبعض مرشحات الماء (المصافي) المحلية تقوم بإزالة بعض أو كل الفلورايد.

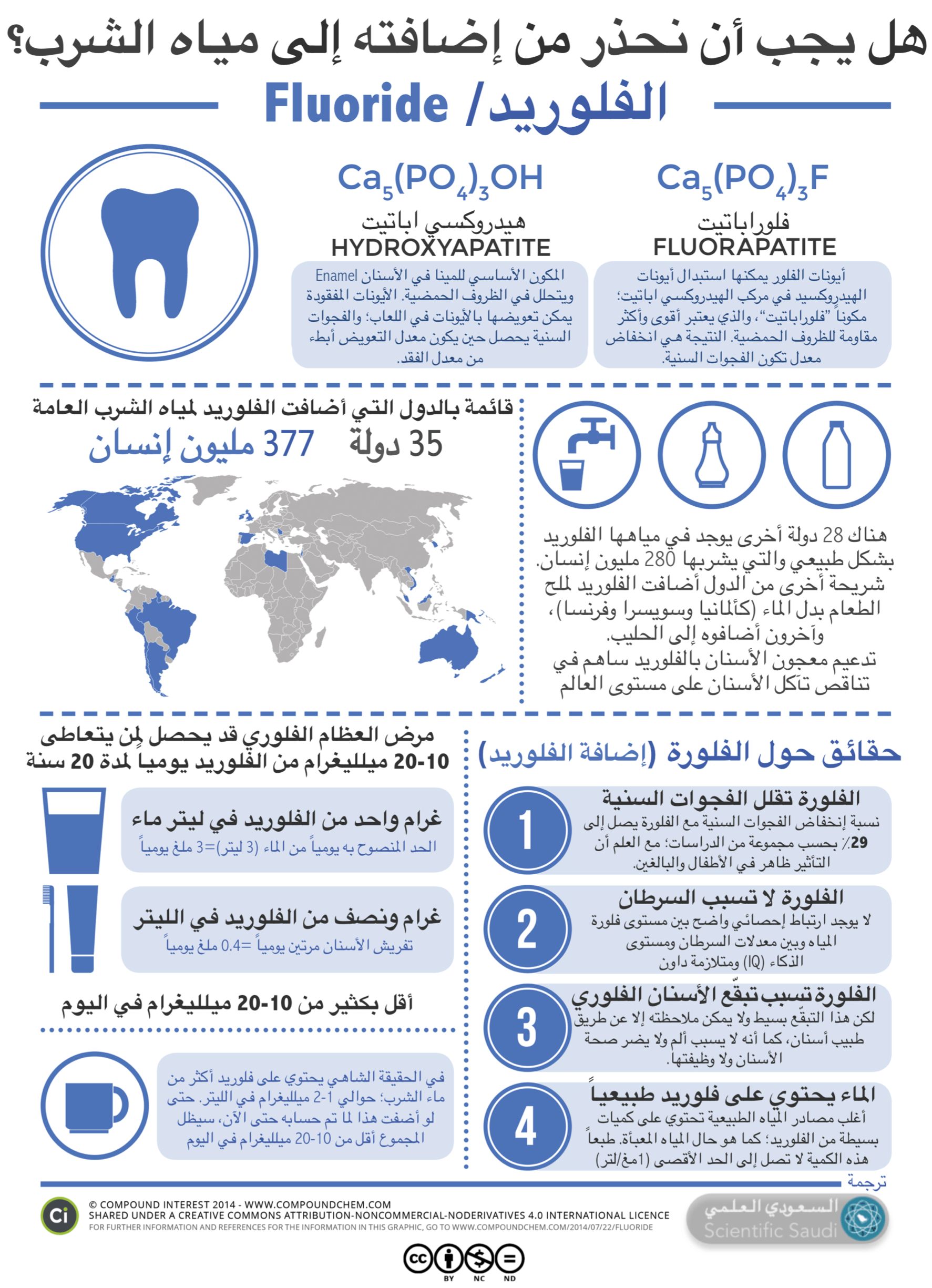
فلورة الماء

تسوس الأسنان لا يزال يشكل قلقًا كبيرًا للصحة العامة في معظم البلدان الصناعية، حيث يؤثر على 60-90 ٪ من تلاميذ المدارس، والغالبية العظمى من البالغين، ويكلف المجتمع لعلاجه أكثر من أي مرض آخر. فلورة المياه تمنع تسوس الأسنان في كل من الأطفال والكبار، مع دراسات تقدر إن نسبة الحد من التسوس تتراوح بين 18-40 ٪ عندما تستخدم المياه المعالجة بالفلور من قبل الأطفال الذين يستخدمون معاجين الأسنان وغيرها من مصادر الفلورايد. على الرغم من أن فلورة المياه يمكن أن تسبب التسمم بالفلور، والذي يمكن أن يغير مظهر الأسنان النامية، إلا أن معظم هذه الإضافات تعتبر معتدلة ولا تشكل قلقًا كبيرًا للصحة العامة. ليس هناك دليل واضح على غيرها من التأثيرات الضارة. هناك دراسات ذات نوعية معتدلة حققت في فعالية العلاج، أما الدراسات عن الآثار الضارة فقد كان معظمها من نوعية متدنية. تعتمد الآثار الناتجة من استخدام الفلورايد على المدخول اليومي الكلي للفلوريد من جميع المصادر. عادة ما تكون مياه الشرب هي المصدر الأكبر، أما الوسائل الأخرى للمعالجة بالفلورة فهي تشمل كل من معجون الأسنان والملح والحليب بالفلورايد. عندما تكون فلورة المياه ممكنة ومقبولة ثقافيًا، فإن لذلك مميزات كبيرة، لا سيما بالنسبة للمجموعات الفرعية المعرضة لمخاطر عالية. قامت المراكز الأميركية لمكافحة الأمراض بإدراج فلورة المياه على أنه واحدة من عشرة إنجازات عظيمة بالنسبة للصحة العامة في القرن العشرين، في المقابل، فإن معظم البلدان الأوروبية قد شهدت انخفاضًا كبيرًا في تسوس الأسنان دون استخدامه، ويعود ذلك أساسًا إلى إدخال فلوريد معجون أسنان في سبعينيات القرن العشرين. ولكن الفلورة قد تكون مبررة أكثر في الولايات المتحدة بسبب التفاوتات الاجتماعية والاقتصادية في صحة الأسنان والعناية بالأسنان.
هدف فلورة المياه هو الوقاية من مرض مزمن، والذي تقع أعباؤه عادة على الأطفال والفقراء. ويمثل استخدامه صراعًا بين الحقوق الفردية والمصلحة المشتركة. هذا من الأمور المثيرة للجدل، والمعارضة عليها تستند إلى الجوانب الأخلاقية والقانونية، والسلامة، والأسباب الفاعلة. وقد أيدت كل من الصحة ومنظمات العناية بالأسنان في جميع أنحاء العالم سلامته وفعاليته. وبدأ استخدامه في أربعينيات القرن العشرين، بعد دراسات على أطفال في المناطق التي تحوي فيها الماء أعلى مستويات من الفلورايد بشكل طبيعي. اكتشف الباحثون أن الفلورة المعتدلة للمياه تمنع تسوس الأسنان، واعتبارًا من عام 2004 حوالي 400 مليون شخص في العالم يحصلون على المياه المفلورة.

## الماء الفلوريدي
ينتج الماء الفلوريدي  بإضافة أملاح الفلوريد إلى مياه الشرب بقصد وقاية الأسنان من التسوس. ويؤثر الماء المضاف إليه أحد أملاح الفلوريد مباشرة على ميناء الأسنان، ويعدل من مستوى الفلوريد في اللعاب ويحفظ الأسنان بذلك من فقدان ميناء الأسنان للأملاح المعدنية.
وقد أدخلت الولايات المتحدة الأمريكية وسويسرا نظام إضافة الفلوريد إلى مياه الشرب. وتصرف الولايات المتحدة في هذا السبيل نحو 72.0 دولار لكل شخص في السنة (حسب أرقام عام 1999).
وتنصح هيئة الصحة العالمية إضافة الفلوريد إلى الماء في حيز بين 5.0 - 0.1 ملليجرام لكل لتر ماء.
وبالنسبة للمياه المعدنية التي تعبأ في زجاجات فهي لا تفصح في العادة عن كمية الفلوريد في الماء. كما أن الماء المحضر بطريقة تحلية المياه يخلو من أملاح الفلوريد حيث تنفصل عن الماء خلال عملية تخليصه من الأملاح.

## استخدامات أخرى
- يمكن أيضًا إضافة أملاح الفلوريد إلى ملح الطعام أو اللبن أو لمعجون الأسنان.
- يستعمل طبيب الأسنان أحيانًا منتجات الفلوريد بتركيز أكبر على هيئة جل أو محلول أو طلاء للأسنان.

## الروابط الخارجية
- Fluoridation على مشروع الدليل المفتوح